# 巴林城市列表

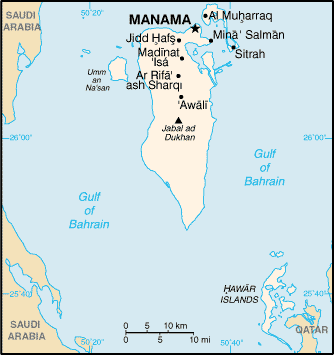
巴林王国地图

这是一个巴林王国城市列表:

## 十大城市
数字为人口数量：
1. 麦纳麦 - 154,700
2. 穆哈拉格 - 98,800
3. 里法 - 86,100
4. 马迪纳特哈马迪 - 57,000
5. 阿里 - 51,400
6. 伊萨- 39,800
7. 希特勒拉 - 37,100
8. 布达伊 - 33,200
9. 杰迪哈夫斯 - 32,600
10. 马利基亚 - 14,800
11. 艾迪利亚

## 其他城镇
- 阿瓦利
- 迪拉兹
- 希得
- 萨尔
- 巴尼贾麦拉

## 参看
- 各国城市列表